# Drama (Jamelia-album)
A Drama a brit énekes és modell, Jamelia debütáló albuma, mely 2000. június 26-án jelent meg.
Az énekesnő dalaiban ötvözi az R&B-t, a Hip-Hop-ot és a Pop zenét.
Az albumról 4 kislemezt adtak ki, az I Do-t, a Beenie Man közreműködésével elkészített Money-t, a Boy Next Door-t és a Call Me-t.

## Eladási Adatok
Az albumból több mint 100.000 példányt adtak el.

## Listaszereplések
Az albumnak nagy népszerűséget jósoltak, azonban mégsem lett túlságosan sikeres.A brit lemezeladási listán is csak a #39 helyig jutott.

## Dallista
1. "One" - 3:52
2. "Money" (Feat. Beenie Man) - 6:19
3. "Call Me" - 4:20
4. "Not With You" - 3:49
5. "Boy Next Door" - 3:35
6. "One Day" - 5:27
7. "Ghetto" - 4:42
8. "Thinking 'Bout You" - 4:53
9. "I Do" - 5:29
10. "Room 101" - 4:20
11. "Guilty" - 4:07
12. "I Can Be" - 4:22
13. "This Time"  - 5:08

- "You Say You Love Me" (japán bónusz szám)
- "What Is Love" (japán bónusz szám)